# Гистория Свейской войны
«Гистория Свейской войны», или так называемый Журнал Петра Великого — историческое сочинение о Великой Северной войне. 

## «Журнал Петра Великого»
Гистория Свейской Войны. Это — журнал, веденный по приказанию Петра Великого во все продолжение войны со Швецией. Журнал этот под тем же названием был напечатан еще в прошлом столетии, но я пользовался им в старой рукописи, хранящейся в Государственном архиве.— Николай Иванович Костомаров, «Мазепа», 1882 год.
1-я часть «Журнала Петра Великого» была издана в 1769 году, и по мнению некоторых его сочинение принадлежит Петру Павловичу Шафирову, возможно он просто собрал и упорядочил весь материал под руководством Петра Алексеевича, в другом источнике указано что «Журнал или поденная записка Петра Великого с 1698 года до заключения Нейштатского мира» был составлен кабинет-секретарём Петра I Макаровым, многократно исправлено самим государем и издан историком Щербатовым.

## Авторство
Несколько составителей, в том числе Пётр I, П. П. Шафиров, А. В. Макаров, В. В. Степанов и А. И. Черкасов.

## Содержание
Расположенные в хронологической последовательности сведения о военных и внешнеполитических событиях, о внутриполитическом и экономическом состоянии Российского царства.

## Издания
- Журнал или поденная записка Петра Великого с 1698 года до заключения Нейштатского мира. — СПб., 1770—1772. Составлено кабинет-секретарем П. Макаровым, многократно исправлено самим государем и издано историком Щербатовым[3].
- Гистория Свейской войны (Поденная записка Петра Великого) / сост. Т. С. Майкова, под общей ред. А. А. Преображенского. — В 2-х вып. — М.: Кругь, 2004.:
  - Вып. 1. — 2004. — 631 с., [1] л. портр. — 1 000 экз.
  - Вып. 2. — 2004. — 655 с. — 1 000 экз.